# Touch (álbum de Eurythmics)
Touch es el tercer álbum del dúo británico de pop Eurythmics, publicado en noviembre de 1983. El álbum fue el primer número uno en el Reino Unido del dúo, y también alcanzó los top 10 en Estados Unidos. Desde entonces ha sido certificado con Disco de Platino en Estados Unidos y de Plata en el Reino Unido. Fue clasificado en número 492 en la lista de los 500 mejores álbumes según la revista Rolling Stone.

## Antecedentes

### Éxito internacional
En ese momento el dúo había alcanzado éxito internacional con su sencillo Sweet Dreams (Are Made of This). A continuación de esto, Touch, fue supuestamente grabado y mezclado en solo tres semanas en el propio estudio de Eurythmics, llamado The Church. Además, Touch fue también el primer álbum en ser lanzado simultáneamente tanto en LP como en el nuevo formato de CD en los Estados Unidos.

### Sencillos
El álbum incluía los sencillos "Who's That Girl?" ((n.º 3 R.U., nº21 EE. UU.), "Right by Your Side" (nº10 R.U., nº29 EE. UU.) y "Here Comes the Rain Again" (n.º 8 R.U., n.º 4 EE. UU.). El videoclip de Who's That Girl contó con una gran cantidad estrellas británicas, entre ellas la futura esposa de Stewart, Siobhan Fahey de Bananarama, y a Meryl Streep, que se puede ver junto a Stewart al principio del vídeo. También se puede ver a Lennox interpretando tanto a un hombre como a una mujer. Más tarde, Lennox volvió a presentar esta imagen vistiéndose de Elvis Presley en los Premios Grammy de 1984.

### Relanzamiento
En el 2005, SonyBMG relanzó el catálogo de Eurythmics al mercado bajo el nombre de "2005 Deluxe Edition Reissues". Cada uno de sus ocho discos de estudio originales fueron aumentados con temas extra y remezclas.

### Premios y distinciones
En el 2003, el álbum fue situado en el puesto 500 en la lista de los 500 mejores álbumes de todos los tiempos de la revista Rolling Stone.

## Lista de canciones
Todas las canciones escritas por Annie Lennox y David A. Stewart, excepto cuando se indique.

| N.º | Título                                         | Duración |  |
| 1.  | «Here Comes the Rain Again»                    | 4:54     |  |
| 2.  | «Regrets»                                      | 4:43     |  |
| 3.  | «Right By Your Side»                           | 4:05     |  |
| 4.  | «Cool Blue»                                    | 4:48     |  |
| 5.  | «Who's That Girl?»                             | 4:46     |  |
| 6.  | «The First Cut»                                | 4:44     |  |
| 7.  | «Aqua»                                         | 4:36     |  |
| 8.  | «No Fear, No Hate, No Pain (No Broken Hearts)» | 5:24     |  |
| 9.  | «Paint a Rumour»                               | 7:30     |  |

2005 Special edition bonus tracks

| N.º | Título                                                          | Escritor(es)                            | Duración |  |
| 10. | «You Take Some Lentils and You Take Some Rice»                  |                                         | 3:01     |  |
| 11. | «ABC (Freeform)»                                                |                                         | 2:36     |  |
| 12. | «Plus Something Else»                                           |                                         | 5:20     |  |
| 13. | «Paint a Rumour» (Long Version)                                 |                                         | 7:57     |  |
| 14. | «Who's That Girl?» (En vivo en 'Rockline' 21 de julio de 1986.) |                                         | 3:28     |  |
| 15. | «Here Comes the Rain Again» (En vivo)                           |                                         | 3:07     |  |
| 16. | «Fame»                                                          | David Bowie, Carlos Alomar, John Lennon | 2:39     |  |

## Listados
| Lista (1983/1984)                  | Posición |
| ---------------------------------- | -------- |
| Australia                          | 4        |
| Canadá                             | 3        |
| Holanda                            | 9        |
| Francia                            | 20       |
| Alemania                           | 9        |
| Nueva Zelanda                      | 1        |
| Noruega                            | 8        |
| Suecia                             | 9        |
| Suiza                              | 14       |
| R.Unido                            | 1        |
| EE. UU. Billboard 200              | 7        |
| EE. UU. Billboard R&B Albums Chart | 35       |